# Metawanadan amonu
Metawanadan amonu, NH4VO3 – nieorganiczny związek chemiczny, sól amonowa kwasu metawanadowego. Związek ten jest wykorzystywany do produkcji innych związków wanadu oraz do produkcji katalizatorów. Działa toksycznie w przypadku spożycia. Działa drażniąco na oczy, układ oddechowy i skórę.

## Struktura krystaliczna
Krystaliczną strukturę metawanadu amonu, budują nieskończenie długie, połączone wierzchołkami, łańcuchy czworościennego VO4.

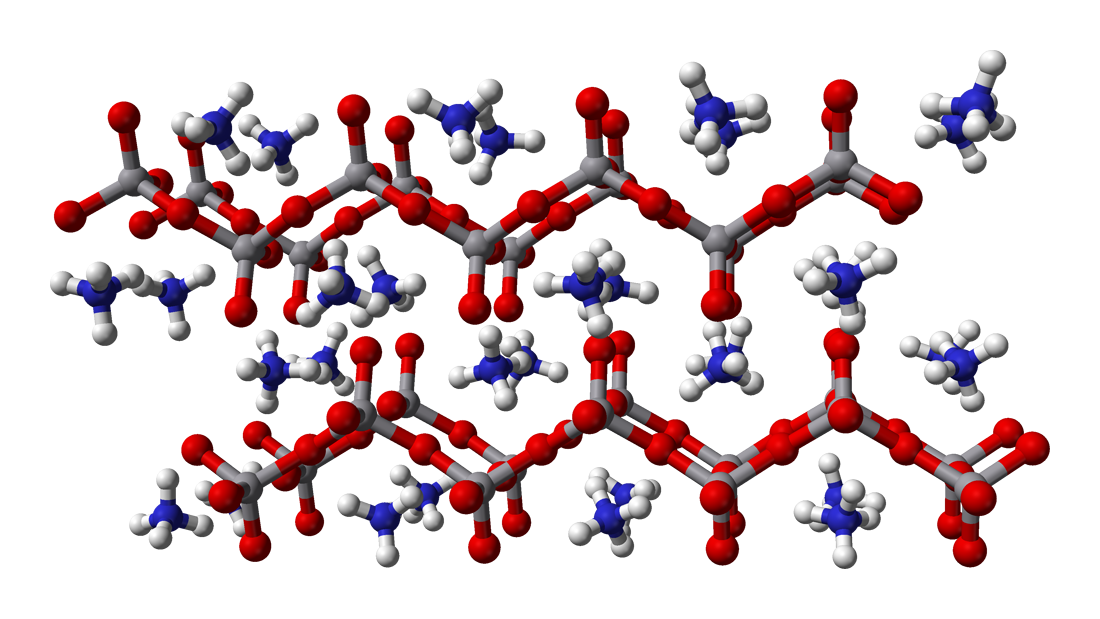
model kulowo-prętowy
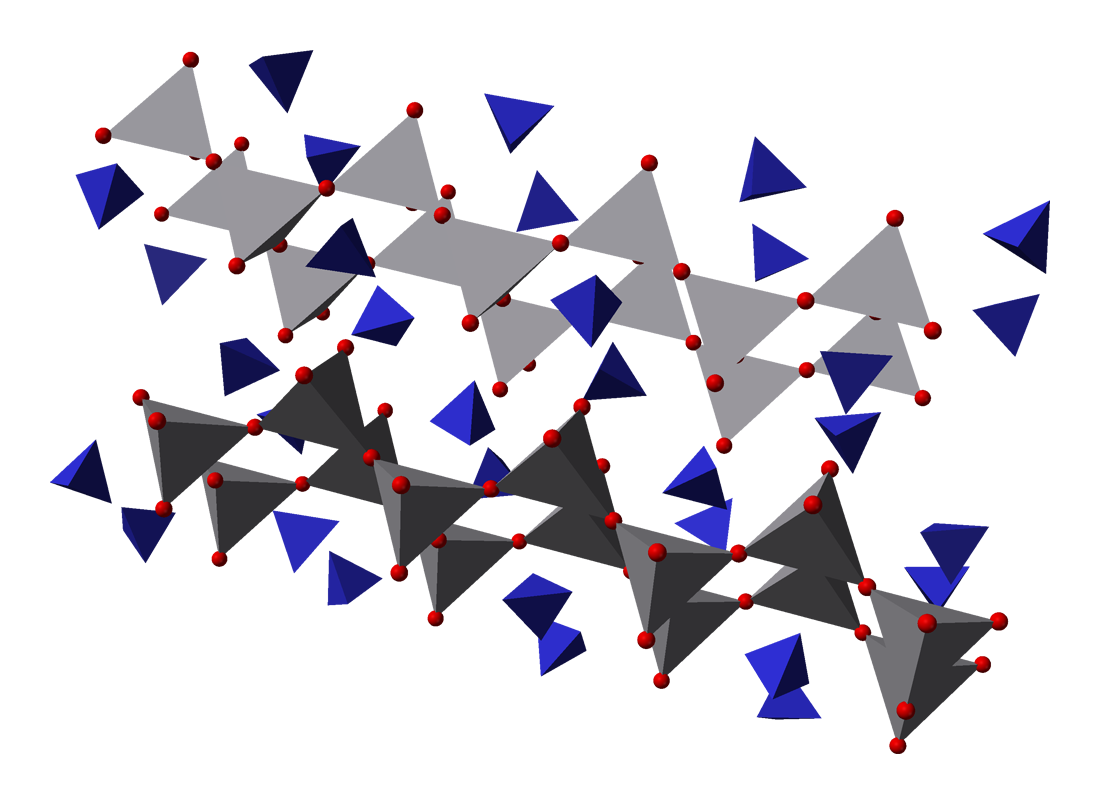
model wielościenny
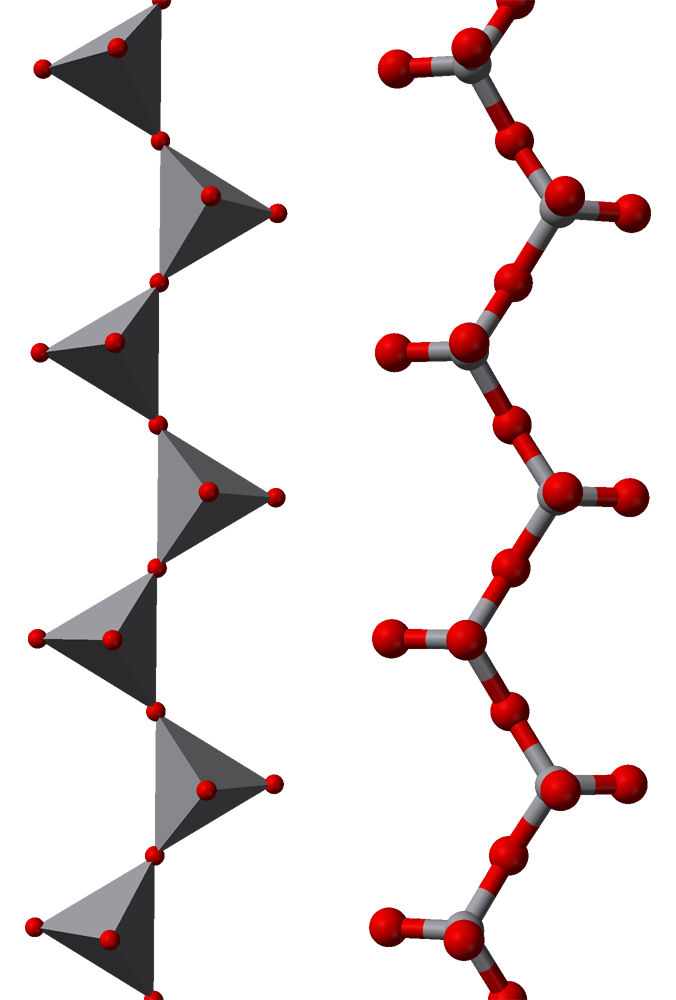
łańcuchy [(VO
3)
n]n
−